# Caranx papuensis
Caranx papuensis är en fiskart som beskrevs av Haynes Gibbes Alleyne och Macleay, 1877. Caranx papuensis ingår i släktet Caranx och familjen taggmakrillfiskar. Inga underarter finns listade.